# ديفيد أريلانو
ديفيد أريلانو (بالإسبانية: David Arellano)‏ هو لاعب كرة قدم ومدرب كرة قدم تشيلي، ولد في 29 يوليو 1902 في سانتياغو في تشيلي، وتوفي في 3 مايو 1927 في بلد الوليد في إسبانيا بسبب التهاب البريتون. شارك مع منتخب تشيلي لكرة القدم. أما مع النوادي، فقد لعب مع ديبورتيس ماجالانز وكولو-كولو.